# Cyanate de potassium
Le cyanate de potassium est un composé ionique de formule brute KNCO. Il s'agit d'un sel de l'ion potassium K+ avec la base conjuguée NCO− de l'acide isocyanique HNCO. Il est utilisé notamment dans la fabrication d'herbicides et comme matière première pour la synthèse de nombreux composés organiques azotés tels que des dérivés de l'urée, des semicarbazides, des carbamates et des isocyanates ; on l'utilise également en métallurgie dans le traitement thermique de certains métaux.
On le prépare par action de l'urée (NH2)2CO sur le carbonate de potassium K2CO3 à 400 °C :
2 (NH2)2CO + K2CO3 → 2 KNCO + (NH4)2CO3.
Cette réaction produit un liquide contenant des intermédiaires et des impuretés parmi lesquelles du biuret, de l'acide cyanurique, de l'allophanate de potassium KO2CNHC(O)NH2 et de l'urée qui n'a pas réagi, mais toutes ces espèces sont instables à 400 °C.